# Øygarden
Øygarden é uma comuna da Noruega, com 65 km² de área e 3 975 habitantes (censo de 2005).         